# Bumblefoot
Ron "Bumblefoot" Thal (Brooklyn, New York City, 25. rujna 1969.) američki je gitarist, tekstopisac i producent, najpoznatiji kao glavni gitarist hard rock sastava Guns N' Roses.
Sastavu Guns N' Roses pridružio se prije njihove turneje 2006. godine zamijenivši dotadašnjega gitaristu Buckethead-a.